# Bramshill House
Bramshill House è un palazzo di influenza artistica giacobiana, occupante una superficie di 1,09 km² nei pressi del distretto di Bramshill, Hampshire, Inghilterra.

## Storia
Riferimenti storici a Bramshill (o Bromeselle) risalgono all'età anglosassone. Nel XIV secolo vi soggiornò Thomas Foxley, colui che ricostruì il castello di Windsor per la famiglia Reale. In virtù di ciò, sembra abbia usufruito dei servigi di alcuni muratori impegnati nei lavori presso il Castello summenzionato, al fine di erigere un piccolo maniero di campagna, proprio a Bramshill, nel 1327. Segni del loro lavoro possono essere intravisti tuttora nelle numerose cantine del palazzo.
Nel 1605, Edward la Zouche, undicesimo barone di Harringworth, acquistò la proprietà da Sir Stephen Thornhurst, originario della contea del Kent, a sud-est di Londra. Gran parte del palazzo venne demolita, e proprio in tal modo nacque la struttura odierna, comprensiva di una cappella, nonché di un Priest's Hole, ovvero un luogo segreto in cui si rifugiavano i sacerdoti perseguitati da Elisabetta I. 
I lavori terminarono sette anni dopo, nel 1612.
Nel 1622 George Abbott, arcivescovo di Canterbury, durante un episodio di caccia nel parco antistante, sparò con la sua balestra ad uno dei custodi del maniero, uccidendolo accidentalmente sul colpo.
Tale episodio, stando alle cronache dell'epoca, portò l'arcivescovo a dover quasi abdicare.
Nel 1699, il maniero venne comprato dal John Cope, la cui famiglia continuò a vivervi per oltre due secoli, fino al 1935.
Al termine della seconda guerra mondiale, l'esiliato Michele I re di Romania e la regina Ana vissero a Bramshill per molti anni.